# 西洋藥書
《西洋藥書》（转写：si yang ni okto i bithe）是一本關於歐洲醫學知識的書籍，耶稣会傳教士用此書向康熙皇帝介紹西洋藥學。此書成書於17世紀，使用滿文撰寫，其中包含一些非滿文故有字的音譯拉丁文的滿文，收錄於《故宮珍本叢書》，共計載36種藥方。
本書高9.7公分、橫7.7公分，於《故宮珍本叢書》第727冊的289至422頁收錄此書的影印本。

## 內容
《西洋藥書》分成三部分，第一部分紀載36種藥方的名稱，第二部分紀載疾病名稱與藥方，第三部分大致與第一部分相同，唯有排版和停頓符號相異，被學者認為是不同版本。
內容可分為兩部分，一部分介紹當時40多種西洋的藥品，有內服藥金雞納霜、黃白丹等20餘種，外敷藥膏、藥水等10餘種，還有酒精、眼藥水、硫磺洗劑等10餘種；另一部分介紹30多種症狀，包含水痘、瘟疫、痢疾、肺結核、骨折等症狀的病因、病理與照護方式。
康熙皇帝曾罹患瘧疾，宮廷御醫一直無法治癒，直到此書的作者白晉與張誠獻上金雞納霜之後才痊癒，痊癒後康熙皇帝便在全國提倡金雞納霜，瘧疾才得以控制。

### 翻譯
《西洋藥書》是傳教士使用滿文轉譯的西洋知識，因此書中出現許多音譯拉丁文的滿文，有拉丁語譯成滿文亦有漢文譯成滿文的狀況，如其中一個藥方滿文名稱是「eliksir」，滿文並無其字，推測為拉丁文「elixir」（長生之藥的意思），與滿文藥方全名「jalgan-de tusangga eliksir okto」（對壽命有益的eliksir藥）可對應解釋；另一個滿文名稱是「wen ban」，這個字沒有對應的滿文或拉丁文，根據前後句（[...]熱病、轉傳之病、痘症、wen ban等毒病[..]）的意思推測為漢字「溫(瘟)斑」的音譯。

## 作者
《故宮珍本叢書》中並無提及此書作者名稱，而李歡指出《西洋藥書》的作者為法國耶穌會會士白晉與張誠共同編纂，此說獲得韓嵩（Martha E. Hanson）和莊吉發的認同。